# الیور ونوک
الیور ونوک (انگلیسی: Oliver Wnuk؛ زادهٔ ۲۸ ژانویهٔ ۱۹۷۶) بازیگر اهل آلمان است.
از فیلم‌ها یا برنامه‌های تلویزیونی که وی در آن نقش داشته‌است می‌توان به هشدار برای کبرا ۱۱، صحنه جرم: روزهای آخر و استرومبرگ اشاره کرد.